# Internationella matematikerkongressen 1908
Internationella matematikkongressen 1908 var den fjärde Internationella matematikerkongressen som hölls i Rom, Italien från 6 april till 11 april 1908.
Under kongressen var tillämpad matematik mycket närvarande. Den ICMI (International Commission on Mathematical Instruction; lit. svenska: Internationella kommissionen för matematisk utbildning) skapades under kongressen.

## Översikt
För att täcka organisatoriska utgifter beviljade ministeriet för utbildning 10 000 italienska lire, vilket bokfördes i budgetåret 1907-1908.
Den 5 april 1908, när nästan alla kongressmedlemmar hade anlänt till Rom, höll professor Alberto Tonelli, rektor vid Universitetet La Sapienza i Rom, ett möte i Aula Magna vid universitetet.
Klockan 10.00 den 6 april 1908 invigdes den Internationella matematikkongressen högtidligt i Sala degli Orazi e Curiazi i närvaro av Italiens kung Viktor Emanuel III, i Rom.
Kungen mottogs vid ankomsten av undervisningsministern, borgmästaren i Rom, Ernesto Nathan, senatorn Pietro Blaserna, ordföranden och andra medlemmar i kongressens organisationskommitté.

Roms borgmästare, Ernesto Nathan, hälsade de många deltagarna och sa:
Och till mig, en enkel älskare av ekonomisk disciplin - som min ärade kollega professor Leonida Tonelli sade - jag välkomnar er, lärare i de exakta vetenskaperna: med vördnad i mitt namn, med applåder i staden jag har äran att representera. Inte bara för den sublime summa kunskap ni representerar som helhet, där jag är tacksam för att konstatera att Italien inte är en obetydlig mängd, utan också för den bredare idén om ert församlings vikt.
Ordföranden för kongressens organisationskommitté, Pietro Blaserna, sa:
Den som odlar en vetenskap inser lätt att två älskare av samma ämne, även om de är avlägsna och tillhör olika nationer, är närmare varandra än två forskare i olika vetenskaper även om de bor i samma stad.
Luigi Rava, minister för offentlig undervisning, sa:
I regeringens namn riktar jag till alla som har samlats här, framstående forskare inom matematiska vetenskaper från alla civiliserade nationer, Italiens lovande hälsning. [...] Matematik är en sådan vetenskap att bara att känna igen den plats som den tillhör åtföljs av en utvidgning av den mentala horisonten.

## Konferenser
Kongressen var uppdelad i fyra sektioner:
- Aritmetik, algebra, analys:

Presentatörer: Cesare Arzelà, Alfredo Capelli, Ernesto Pascal, Salvatore Pincherle
- Geometri:

Presentatörer: Henry Whitehead, Corrado Segre
- Mekanik, matematisk fysik, geodesi, olika tillämpningar av matematik:

Presentatörer: Tullio Levi-Civita, Luigi Luiggi, Paolo Pizzetti, Guido Toja
- Filosofiska, historiska och pedagogiska ämnen:

Presentatörer: Federigo Enriques, Gino Loria, Giovanni Vailati
Bland tillämpningarna i det tredje avsnittet beslöts att uttryckligen inkludera aktuell matematik.

## Guccia-medaljen
Idén om ett Internationellt matematikpris hade föreslagits för första gången under de första åren av 1900-talet, vilket ledde till skapandet av den så kallade Guccia-medaljen. Den hade skapats 1904, för att hedra den italienske matematikern Giovanni Guccia.
Den tilldelades endast en gång till den italienske matematikern Francesco Severi.

## Frånvaro av Poincaré
I april 1908 tog Henri Poincaré ett tåg till Rom, där han planerade att hålla en plenarföreläsning för kongressen om matematikens nuvarande tillstånd och dess framtidsutsikter. Det var hans första tillfälle att svara på David Hilberts tal, som hölls vid Internationella matematikerkongressen 1900, där han presenterade Hilbertproblemen.
Poincaré kunde inte svara honom vid den Internationella matematikerkongressen 1904 eftersom han valde att delta i den internationella kongressen för konst och vetenskap i Saint Louis, där han talade om fysikens förflutna, nutid och framtid (La valeur de la science).
Men 1908 visste Poincaré att Hilberts problem började väcka uppmärksamhet, och liksom många andra franska matematiker var han väl medveten om att tyskarna gjorde saker rätt. Hilbert lockade många begåvade studenter till Göttingen, inklusive flera utlänningar.
Poincaré, som den allmänt erkända ledaren för den franska matematiska gemenskapen, kände sig tydligt tvungen att inleda Hilberts utmaning. Han skickade sedan ett brev till Hilbert men deltog inte i kongressen.

## Avslutningsceremoni
Internationella matematikerkongressen 1912 beslutades i England. Presidenten för kongressen 1908 presenterade Andrew Forsyth, som uttryckte önskan vid Internationella matematikerkongressen 1904 av George Greenhill, och mottogs positivt av församlingen, att denna kongress kunde hållas i England. Han föreslog formellt att det skulle hållas i Cambridge 1912; och detta av Cambridge Philosophical Society, som kommer att ansvara för förberedelserna av kongressen. Detta önskas också av London Mathematical Society och många engelska, skotska och irländska matematiker. Andrew avslutar med följande ord:
Cambridge Philosophical Society bjuder in Internationella matematikerkongressen att hålla sitt femte möte 1912 i Cambridge.
Efter att Cambridges bud godkändes tillade Andrew Forsyth:
Jag vill tacka denna kongress för den ära de har gjort Cambridge genom att acceptera inbjudan från Cambridge Philosophical Society. Mötet kommer att hållas i augusti månad 1912: du kommer utan tvekan att vara villig att låta den verkställande kommittén, som kommer att bildas, att fastställa det exakta datumet för den månaden. Under tiden, låt mig försäkra er att vi kommer att göra allt som står i vår makt för att främja kongressens vetenskapliga intressen.
Gösta Mittag-Leffler gjorde följande uttalande:
Som svensk matematiker och redaktör för Acta Mathematica har jag äran att bjuda in Internationella matematikerkongressen att träffas i Stockholm 1916.
Ordföranden förklarade att endast en resolution skulle tas i frågan vid den internationella matematikkongressen 1912; men att detta förslag kommer att införas i texten till den nuvarande kongressens handlingar och kommer att meddelas vid nästa kongress 1912. Jacques Hadamard framförde en personlig begäran till kongressen:
Övertygad om användbarheten av närmandet mellan matematik och fysik, också övertygad om att detta närmande fortfarande inte är så intimt som det vore önskvärt, begärde han att i framtiden eventuellt de internationella kongresserna för matematik och fysik skulle sammankallas. Han vill dock inte påverka redan fattade beslut.
Detta beslut avslogs.